# 长葛市第二高级中学

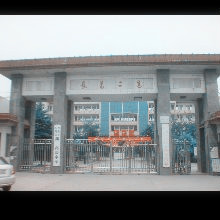
二高校门

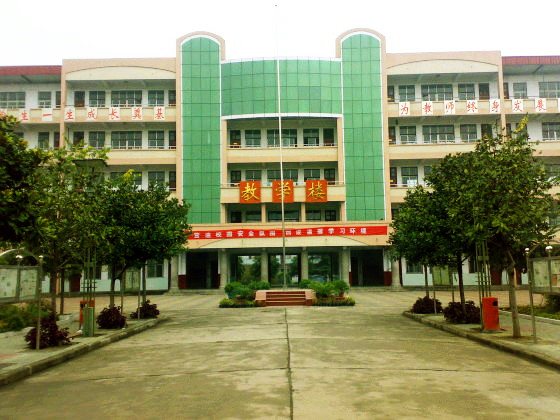
二高教学楼

长葛市第二高级中学，简称长葛二高，是中國河南省长葛市的一所高级中学，位于长葛市西郊葛天路122号。

## 简介
学校创建于1977年。2003年被评为首批“许昌市示范性普通高中”。2004年成为“河南省教育管理年活动先进单位”。2005年被市政府嘉奖；2006年3月成为“河南省示范性高中”。2007年成为“河南省普通中学实验室建设示范学校”。
现有三个年级50个教学班，在校生3410人。在职教职工227人，专职教师170人，本科以上学历100%。

## 历任校长
- 高天民
- 鲁自珍[2]
- 师伟华，2011年5月就任[1]